# Sansevieria frequens
Sansevieria frequens är en sparrisväxtart som beskrevs av Chahin. Sansevieria frequens ingår i släktet bajonettliljor, och familjen sparrisväxter. Inga underarter finns listade i Catalogue of Life.